# 馬里奧·德拉吉
马里奥·德拉吉（義大利語：Mario Draghi，義大利語發音：[ˈmaːrjo ˈdraːɡi]；1947年9月3日—），意大利银行家、经济学家、政治人物。曾任欧洲中央银行行长、意大利银行行长及義大利總理。他还是欧洲中央银行理事会成员，和国际清算银行董事会成员。2021年2月3日，義大利總統塞爾焦·馬達雷拉授權德拉吉組建新政府。

## 歐洲央行行長
2011年6月24日经歐洲議會批准将从2011年11月接替让-克洛德·特里谢任欧洲中央银行行長。德拉吉靠大量寬鬆政策來拯救陷入歐洲主權債務危機的歐元區國家，解決了歐元危機。自此債市成功被安撫下來。

## 意大利總理
2021年1月孔特总理辞职後，德拉吉獲邀籌組新內閣。外界期望他能以拯救歐元區的經驗，讓這危機重重的國家復甦。最終他組成嚢括了大多數政黨，再加上他在內的獨立人士和專家的大聯合政府。
2022年7月14日，德拉吉因执政联盟中的关键政党五星运动参议员未参加一项对政府的信任投票而提出辞职，但遭到总统马塔雷拉拒绝。7月21日，德拉吉再次递交辞呈，总统马塔雷拉接受总理德拉吉辞呈。

## 家庭
1973年，马里奥·德拉吉与英国文学专家塞雷娜·卡佩罗结婚，两人育有两子。费德利卡·德拉吉曾担任基内斯特拉温泉的投资总监和意大利生物技术天使会的董事会成员；吉亚科莫·德拉吉为金融分析师，曾在投资银行摩根士丹利担任利率衍生品交易员，现供职于LMR Partners对冲基金。

## 荣誉

### 外国勋章奖章
- 恩里克王子勋章大颈饰（葡萄牙语：Ordem do Infante D. Henrique）（葡萄牙，2019年6月19日公布[10])
- 一等智者雅罗斯拉夫王公勋章（乌克兰，2022年8月23日公布[11]）